# Police Puissance 7
Pour plus de détails, voir Fiche technique et Distribution.
Police Puissance 7 (The Seven-Ups) est un film américain réalisé par Philip D'Antoni, sorti en 1973.

## Synopsis
Buddy Manucci est un flic de New York aux méthodes brutales mais efficaces. Pour coincer ses ennemis, il se bat avec leurs propres armes. Lorsqu'un de ses collègues est assassiné, il décide de monter une troupe d'élite et déclare la guerre à la Pègre. Très vite ces justiciers se retrouvent surnommés les Seven-Ups par les malfrats. Alors qu'ils parviennent à liquider un gangster, un des assassins jure de se venger. Il parvient à kidnapper un des flics de la troupe et exige un échange contre un de ses camarades enlevé peu de temps avant...

## Fiche technique
- Titre : Police puissance 7
- Titre original : The Seven-Ups
- Réalisation : Philip D'Antoni
- Scénario : Albert Ruben et Alexander Jacobs d'après une histoire de Sonny Grosso
- Musique : Don Ellis
- Photographie : Urs Furrer
- Montage : John C. Horger et Stephen A. Rotter
- Costumes : Joseph G. Aulisi
- Décors : Ed Wittstein
- Production : Philip D'Antoni
- Société de production et de distribution : 20th Century Fox
- Pays de production :  États-Unis
- Langue : Anglais
- Format : Couleur - Mono - 35 mm - 1.85:1
- Genre : Policier
- Durée : 103 min
- Dates de sortie :
  - États-Unis : 14 décembre 1973
  - France : 24 avril 1974

## Distribution
- Roy Scheider (VF : Marc de Georgi) : Buddy Manucci
- Tony Lo Bianco (VF : Pierre Trabaud) : Vito Lucia
- Victor Arnold (VF : Gérard Hernandez) : Barilli
- Larry Haines (VF : Philippe Dumat) : Max Kalish
- Richard Lynch (VF : Philippe Ogouz) : Moon
- Jerry Leon (VF : Henry Djanik) : Mingo
- Ken Kercheval (VF : Georges Poujouly) : Ansel
- Bill Hickman (VF : Antoine Marin) : Bo
- Lou Polan : Carmine Coltello
- Rex Everhart (VF : René Arrieu) : L'inspecteur Gilson
- Joe Spinell (VF : Jacques Deschamps) : Toredano
- Robert Burr (VF : Raymond Loyer) : Le lieutenant Hanes
- Matt Russo (VF : Jacques Berthier) : Festa
- Edward F. Carey (VF : Jean Michaud) : Le commissaire de police
- Ed Jordan (VF : Jean-Louis Maury) : Bruno
- Benny Marino (VF : François Leccia) : Benny Festa
- Frances Chaney (VF : Paule Emanuele) : Sara Kalish
- Mary Multari (VF : Marie Francey) : Mme Pugliese
- Frank Macetta : le coiffeur

## Commentaire
Produit et réalisé par Philip D'Antoni d'après une histoire de Sonny Grosso, ce film est dans la même veine que French Connection. En effet il met en scène un flic new-yorkais anti-conformiste, incarné par Roy Scheider (qui fut déjà le coéquipier de Gene Hackman dans le film de William Friedkin deux ans plus tôt), qui n'hésite pas à employer la violence pour obtenir des aveux.